# SSV Markranstädt
El SSV Markranstädt es un equipo de fútbol de Alemania que milita en la NOFV-Oberliga Süd, una de las ligas que conforman el quinto nivel de fútbol en importancia en el país.

## Historia
Fue fundado en el año 1945 en la ciudad de Markranständt, cerca de Leipzig con el nombre Sportgemeinde Markranstädt como un club multideportivo que cuenta con secciones en balonmano, ciclismo, gimnasia, tenis de mesa y voleibol, aparte de fútbol.
Durante la ocupación de la Unión Soviética en territorio alemán jugaron en la Landesliga Sachsen/Leipzig, la cual ganaron en la temporada 1947/48. En 1949 pasaron a llamarse SG Glück-Auf Markranstädt, teniendo descensos de categoría en dos temporadas consecutivas, quedando en las ligas más débiles de Alemania Oriental, cambiando de nombre en los años siguientes, los cuales fueron:
- BSG Stahl Markranstädt (1951–1952)
- BSG Motor Markranstädt (1952–1958)
- BSG Turbine Markranstädt (1959–1984)
- BSG Motor Markranstädt (1984–1988)
- BSG Turbine Markranstädt (1988–1990)

### Reunificación de Alemania
Luego de la reunificación alemana en 1990, el club adoptó su nombre actual y luego de la fusión de las ligas de ambos países fue instalado en la Landesliga Sachsen (V) hasta su descenso en 1993, pasando como un equipo yo-yo hasta que en el 2007 ascendieron a la NOFV-Oberliga Süd (IV), quedando a mitad de tabla en las siguientes dos temporadas.

### Compra y refundación
En 2009 la licencia del club fue comprada por la compañía Red Bull, y como consecuencia nació el RB Leipzig como el cuarto equipo de fútbol de la multinacional de bebidas energéticas, con el fin de ascender al equipo a la Bundesliga en un periodo máximo de 10 años.
Ese mismo año el club fue refundado y, actualmente, juega en la Quinta División tras ganar el ascenso de la Landesliga Sachsen en 2012.

## Palmarés
- Landesliga Sachsen: 2

2007, 2012
- Bezirksliga Leipzig: 2

1995, 1999
- Landesliga Sachsen/Leipzig: 1

1948